# Gmina Selitë
Gmina Selitë (alb. Komuna Selitë) – gmina położona w środkowo-zachodniej części Albanii. Administracyjnie należy do okręgu Mallakastra w obwodzie Fier. W 2011 roku populacja gminy wynosiła 877 osób w tym 420 kobiet oraz 457 mężczyzn, z czego Albańczycy stanowili 95,32%  mieszkańców. 
W skład gminy wchodzą cztery miejscowości: Cërrilë, Gjerbës, Kapaj, Selitë.